# Stop-Loss (Film)
Stop-Loss ist ein US-amerikanisches Kriegsdrama aus dem Jahr 2008. Regie führte Kimberly Peirce, die gemeinsam mit Mark Richard auch das Drehbuch schrieb.

## Handlung
Brandon King kommt nach einem Einsatz im Irakkrieg zurück nach Brazos (Texas). Er wird für seinen Einsatz von einem Senator mit dem Purple Heart und mit dem Bronze Star ausgezeichnet. Seine Familie und sein Freund Steve Shriver, der ebenfalls im Irakkrieg diente, helfen ihm, sich einzuleben.
King wird erneut eingezogen, um in den Irak geschickt zu werden, was der als Stop-Loss bezeichneten Praxis mehrmaliger Einsätze entspricht. Er flieht jedoch und reist zusammen mit seiner Freundin Michelle nach Washington, D.C., um den Senator, der einst King die Auszeichnungen übergab, zu bitten, sich für diesen einzusetzen. Unterwegs sprechen sie mit einigen Veteranen des Irakkrieges.

## Kritiken
Joe Leydon schrieb am 14. März 2008 in der Zeitschrift Variety, der Film sei „wild uneinheitlich“ – mal aufrichtig und mal gekünstelt. Die Charaktere seien lebhaft gezeichnet, sie würden jedoch häufig auch steif und stereotype wirken. Phillippe wirke glaubwürdig, doch der seinen Vater spielende Ciarán Hinds sei „kriminell unterbeschäftigt“. Man solle nur eine kurze Dauer der Kinovorführungen erwarten.

## Hintergrund
Der Film wurde durch die Erlebnisse des Bruders von Kimberly Peirce in Afghanistan und in Irak sowie durch die Berichte der Soldaten über die Stop-Loss-Politik inspiriert. Er wurde vorwiegend in Austin sowie in verschiedenen anderen Orten in Texas, in Santa Clarita (Kalifornien) und in Marokko gedreht.
Die Weltpremiere fand am 13. März 2008 auf dem South by Southwest Music and Film Festival statt. Die breite Veröffentlichung in den Kinos der USA startet am 28. März 2008.

## Auszeichnungen
Abbie Cornish erhielt im Juni 2008 für ihre Rolle der Michelle gemeinsam mit Mia Wasikowska (In Treatment) den Breakthrough Award des Australian Film Institutes. Im selben Jahr wurde der Film in zwei Kategorien („Choice Movie: Drama“, „Choice Movie Actor: Drama“ – Ryan Phillippe und Channing Tatum) für den Teen Choice Award nominiert.

## DVD-Veröffentlichung
In Deutschland wurde die DVD zum Film durch Paramount Home Entertainment am 28. August 2008 veröffentlicht.